# Quintus Veranius Nepos
Quintus Veranius Nepos (fl: midden 1e eeuw) was een Romeins politicus, bestuurder en generaal.

## Levensloop
In 43 na Christus annexeerde keizer Claudius Lycië als provincie aan het Romeinse Rijk en benoemde Veranius er tot gouverneur. Veranius regeerde er tot 48, en gedurende deze periode sloeg hij de opstand van Cilicia Trachea neer, een wapenfeit dat in het wegenmonument van Patara genoemd wordt. Hij diende daarna als consul.
In het jaar 57 n.Chr. werd hij als opvolger van Aulus Didius Gallus tot gouverneur van Britannia benoemd. Hij draaide Didius' beleid om de bestaande grenzen te handhaven terug en begon militaire operaties tegen de lastige Siluren in wat nu het huidige Wales is. Binnen een jaar na zijn aantreden stierf hij echter. In zijn testament vleide hij Nero en beweerde hij dat, had hij nog twee jaar de tijd gehad, hij het hele eiland zou hebben veroverd. Hij werd vervangen door Gaius Suetonius Paulinus, en de snelheid waarmee Suetonius erin slaagde om Wales in te nemen, suggereerde dat Veranius inderdaad al veel van het voorbereidende werk had gedaan.